# Filarfolket
Filarfolket – szwedzki zespół muzyczny założony w 1980 roku.
Początkowo Filarfolket tworzył muzykę, która stanowiła połączenie ludowych tradycji muzycznych różnych krajów ze szczególnym uwzględnieniem szwedzkiej muzyki tradycyjnej z elementami jazzu i rocka .
W kręgu zainteresowań grupy znalazły się także piosenki dla dzieci oraz kołysanki .
W warstwie tekstowej doszukiwano się odwołań politycznych.
Grupa wpłynęła na kształtowanie się brzmienia muzyki folkowej w Szwecji w latach 80. XX wieku .

## Muzycy

### Pierwotny skład
- Ellika Frisell(inne języki)[6]  – skrzypce[7], wiolonczela, conga[1]
- Katarina Olsson(inne języki)[6]  – skrzypce, hardingfele, wiolonczela, perkusja[8]
- Ale Möller(inne języki)[6]  – buzuki, akordeon[8], harmonijka, trąbka, sakshorn[1]
- Sten Källman(inne języki)[6]  – flet, saksofon, piccolo, instrumenty perkusyjne, śpiew[8], conga[1]
- Dan „Gisen” Malmquist(inne języki)[6]  – klarnet, flet[8], drumla[1]
- Lasse Bomgren[6]  – gitara, perkusja[1], śpiew[8]
- Meta Alm – skrzypce, śpiew[9]
- Johnny Lundgren – akordeon[9]
- Göran Skytte(inne języki) – flet[9]
- Håkan Skytte(inne języki) – perkusja[9]
- Max Krumpelman – perkusja[9]

### Późniejsi członkowie
- Ulf „Ullik” Johansson – skrzypce, kontrabas, śpiew[8]
- Tina Johansson – berimbau, shekere, conga[1]
- Thomas Ringdahl – flet, saksofon, instrumenty klawiszowe[1]

## Historia

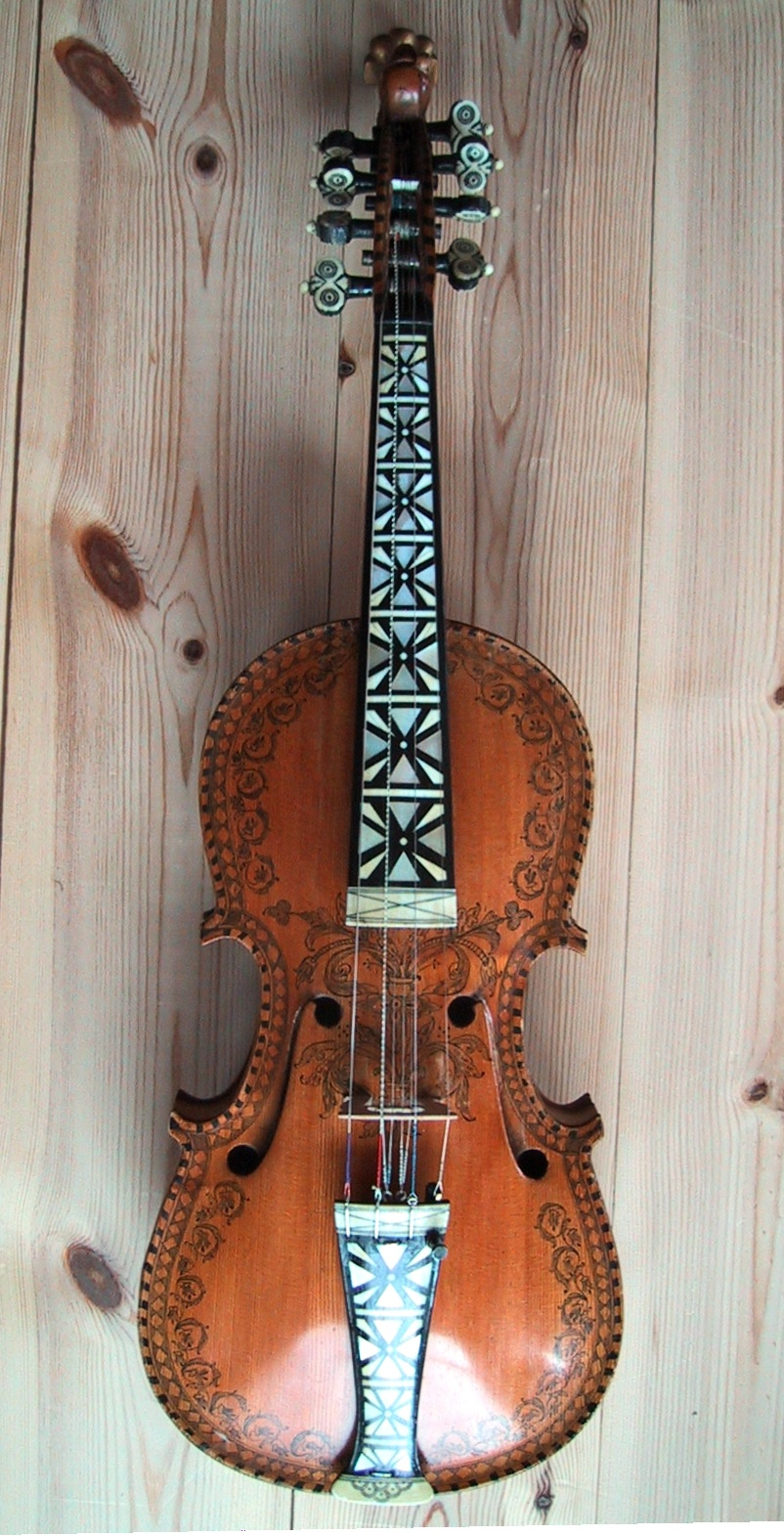
Hardingfele lub skrzypce z Hardanger, ludowy instrument norweski wykorzystywany przez Filarfolket

Zespół został założony w 1980 roku w Malmö. Jego nazwa oznacza: „ludzie grający na skrzypcach”.
Przykładowe złożone instrumentarium z drugiej płyty długogrającej obejmowało: flet, piccolo, saksofony barytonowy i sopraninowy, perkusję, gitarę, skrzypce, wiolonczelę, hardingfele, kontrabas, klarnety basowy i kontrabasowy, spilopipę (norweski flet ludowy), buzuki, akordeon, trąbkę, flet bambusowy, harmonijkę ustną, flażolet .
W 1982 i 1984 roku zespół wystąpił na Roskilde Festival.
W 1989 roku zespół otrzymał szwedzką nagrodę Grammis za rok 1988 w kategorii muzyki folkowej za album Smuggel.
W 1990 roku odbyła się duża, trwająca miesiąc letnia trasa koncertowa Filarfolketu po Szwecji wraz z zespołem Groupa.
Zespół przestał funkcjonować w 1990 roku, a założyciel Ale Möller zespołu zaangażował się w różne projekty muzyczne, w tym własne.
W 2014 roku doszło do okazjonalnej reaktywacji grupy i wspólnego występu kilku dawnych członków zespołu na festiwalu Folktopia w Göteborgu oraz w Palladium w Malmö w 2015 roku, z okazji sześćdziesiątej rocznicy urodzin lidera zespołu Ale Möllera.

## Dyskografia

### Albumy studyjne
- Birfilarmusik Från Malmö (1980[17], LP)
- Hönsafötter & Gulerötter (1983[18], LP)
- Utan Tvekan[19] (1982[8], LP)
- Smuggel (1988, LP, CD)[20]

### Albumy koncertowe
- Filarfolket Live![19] (1985, LP)

### Kompilacje
- Filarfolket 1980-1990 (1990, LP)
- Vintervals (1993, CD)[21]